# Sumilao
Sumilao (Bayan ng Sumilao) är en kommun i Filippinerna. Kommunen ligger på ön Mindanao, och tillhör provinsen Bukidnon. Folkmängden uppgår till 17 958 invånare.
Sumilao är indelat i 10 barangayer.

## Bildgalleri

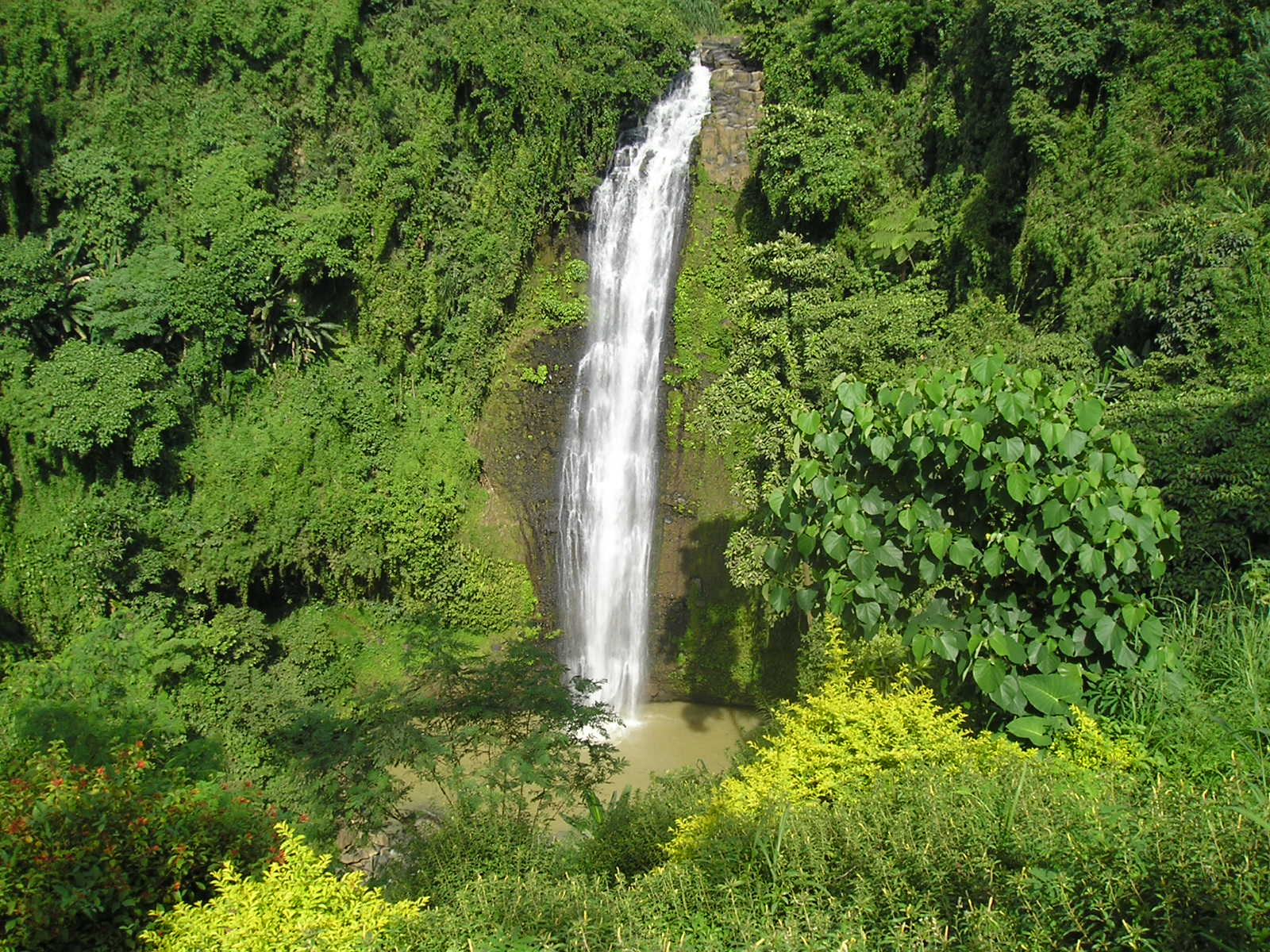